# 1750 en musique classique
| \| • Retour à la chronologie générale de la musique classique • \| |
| Grèce • Rome • Haut Moyen Âge • VIIIe siècle • IXe siècle • Xe siècle • XIe siècle XIIe siècle • XIIIe siècle • XIVe siècle • XVe siècle • XVIe siècle • XVIIe siècle XVIIIe siècle • XIXe siècle • XXe siècle • XXIe siècle |
| • Retour à la chronologie générale de la musique classique • |

| Années en musique classique : 1747 - 1748 - 1749 - 1750 - 1751 - 1752 - 1753    |
| Décennies en musique classique : 1720 - 1730 - 1740 - 1750 - 1760 - 1770 - 1780 |

## Événements
- 12 janvier : création d'Attilius Regulus, opéra de Johann Adolph Hasse à Dresde.
- 2 février : (date probable) première exécution du Magnificat de Carl Philipp Emanuel Bach à Leipzig.
- 16 mars : création de Theodora oratorio de Georg Friedrich Haendel à Londres.
- Première représentation d'Aetius opéra de Christoph Willibald Gluck à l'occasion du carnaval de Prague.
- Giuseppe Tartini Sonates pour deux violons.
- Georg Christoph Wagenseil Euridice donnée à Vienne.
- Fin des compositions d'Antonio Brioschi (début en 1725).

## Naissances

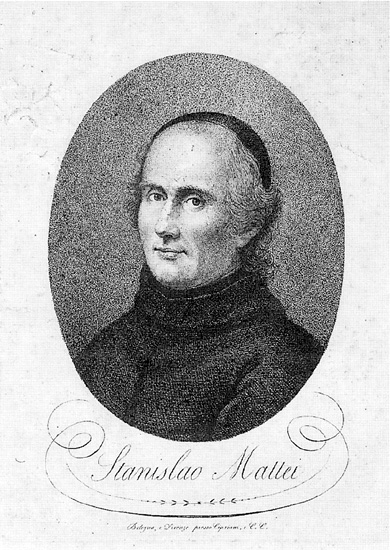
Stanislao Mattei

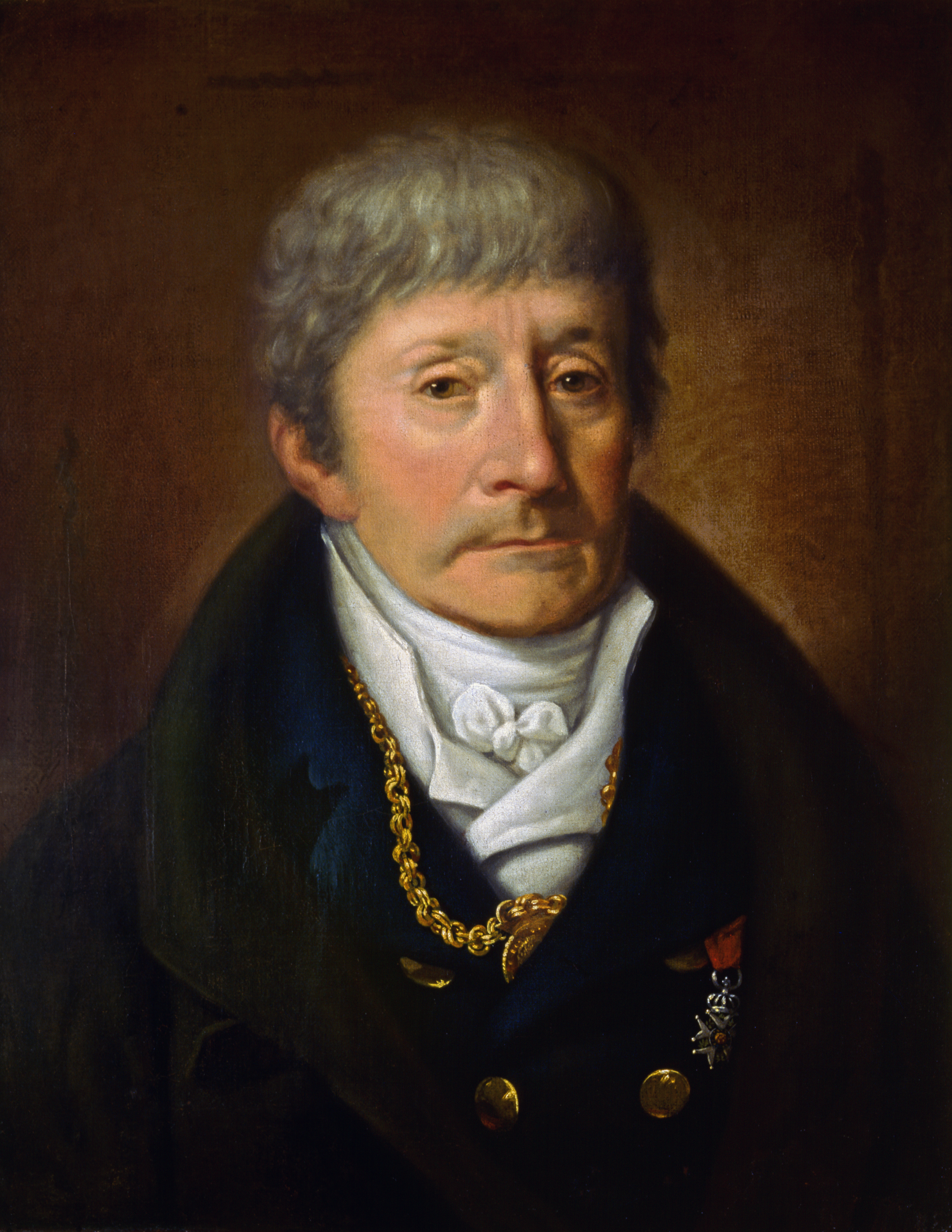
Antonio Salieri

- 10 février : Stanislao Mattei, franciscain, compositeur et pédagogue italien († 12 mai 1825).
- 23 mars : Johannes Matthias Sperger, compositeur et contrebassiste autrichien († 13 mai 1812).
- 2 mai : Manuel Blasco de Nebra, organiste et compositeur espagnol († 12 septembre 1784).
- 10 août : Daniel Gottlob Türk, compositeur, organiste et professeur de musique allemand († 26 août 1813).
- 18 août : Antonio Salieri, compositeur italien († 7 mai 1825).
- 2 septembre : Pehr Frigel, compositeur Suédois († 24 novembre 1842).
- 27 novembre : Anton Stamitz, compositeur, violoniste et altiste († vers 1800).
- 3 décembre : Johann Franz Xaver Sterkel, compositeur, pianiste et organiste allemand († 12 octobre 1817).

Date indéterminée
- Giuseppe Amendola, compositeur italien († 1808).
- Giacomo David, ténor italien († 1830).
- Charles Gabriel Foignet, compositeur français, professeur de clavecin, de harpe, de solfège et d'interprétation vocale († 1823).
- Benoît-Joseph Marsollier, auteur dramatique et librettiste d’opéras-comiques français († 22 avril 1817).
- Genovieffa Ravissa, cantatrice et claveciniste italienne († 20 février 1807).
- Antonio Rosetti, compositeur tchèque († 30 juin 1792).
- Jean-Balthasar Tricklir, violoncelliste et compositeur français († 29 novembre 1813).

## Décès

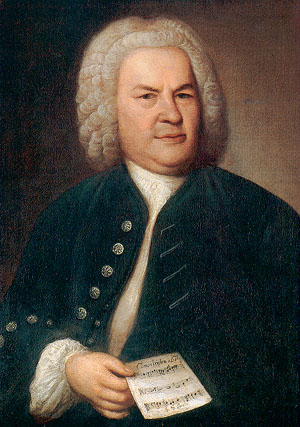
Johann Sebastian Bach

- 22 février : Pietro Filippo Scarlatti, organiste, maître de chapelle et compositeur italien (° 5 janvier 1679).
- 29 mai : Giuseppe Porsile, compositeur et professeur de chant italien (° 5 mai 1680).
- 2 juin : Valentin Rathgeber, compositeur, organiste et  maître de chœur allemand (° 3 avril 1682).
- 28 juillet : Johann Sebastian Bach, compositeur allemand (° 31 mars 1685).
- 3 octobre : Georg Mathias Monn, compositeur, organiste et professeur de musique autrichien (° 9 avril 1717).
- 15 octobre : Sylvius Leopold Weiss, compositeur allemand (° 12 octobre 1687).
- 15 novembre : Pantaléon Hebenstreit, musicien et compositeur allemand (° 27 novembre 1668).
- novembre : Giuseppe Sammartini, compositeur italien (° 6 janvier 1695).

Date indéterminée
- Pietro Giuseppe Gaetano Boni, compositeur italien.
- Thomas-Louis Bourgeois, chanteur et compositeur français (° 24 octobre 1676).
- Philibert de Lavigne, compositeur français (° 1700).
- Louis de La Coste, compositeur français (° 1675).
- Louis Lemaire, compositeur français (° 1693 ou 1694).